# 河野まり子
河野まり子（こうの まりこ）は日本のチェンバロ奏者。オーボエ奏者の河野正孝（大阪芸術大学教授・関西室内楽協会代表）は夫である。

## 経歴
- 大阪音楽大学ピアノ専攻を卒業。
- チェンバロを宮島登美子・有賀のゆりに師事。
- ドイツ、フライブルク音楽大学卒業。
- チェンバロをエディット・ピヒト＝アクセンフェルト、スサーナ・ルージッチコーヴァに師事。
- 1975年、関西室内楽協会設立。
- 1976年、島之内教会でチャペルコンサート開始。
- リサイタルを始め、内外の数多くの演奏家・演奏団体と共演。
- 1992年〜2001年、富士山麓国際音楽祭に参加。
- 1993年〜2008年、木津川やまなみ国際音楽祭に参加演奏。
- 2010年、大阪市中央公会堂で開かれた咲くやこの花芸術祭でチェンバロワークショップを開催。
- 活動のかたわら、多くのチェンバリストを育てる。
- 大阪芸術大学、エリザベト音楽大学で教鞭をとる。
- 河野まり子チェンバロアカデミーを主宰。
- 関西室内楽協会代表補佐。